# Oberndorf (Freystadt)
Oberndorf ([ˈoːbɐnˌdɔʁf] ) ist eine ehemalige Gemeinde und seit 1972 ein Gemeindeteil der Stadt Freystadt im Landkreis Neumarkt in der Oberpfalz in Bayern.

## Lage
Das evangelische Pfarrdorf liegt, umgeben von Feldern, südöstlich von Freystadt und nordöstlich von Sulzkirchen auf 435 m ü. NHN, etwa einen Kilometer nördlich des Main-Donau-Kanals.

## Geschichte
Der Eichstätter Bischof Gundekar II. weihte zwischen 1057 und 1075 in „Oberendorf“ eine Kirche, ebenso Bischof Otto zwischen 1183 und 1195. Um 1170 kamen die Kirche und ein Hof zu Oberndorf als Geschenk eines Priesters Konrad an das Kloster Kastl. Das Besetzungsrecht der Pfarrei lag daher beim Kloster Kastl, nachweisbar für 1323. 1359 ist in einem ist in einem Güterteilungsvertrag zwischen den Wolfsteinern zu Sulzbürg und Pyrbaum Oberndorf zur Burg Obersulzbürg gehörend genannt. Als 1367 Hippolyt von Stein der Ältere und sein Sohn Hippolyt, die auf der Niedersulzbürg saßen, das Spital in Freystadt gründeten, gaben sie dieser Gründung „ihre drey Höfe ze Pachhausen, ze Oberndorf und ze Greuzzelnach (= Greißelbach)“. Einen weiteren Hof zu Oberndorf gaben die beiden Steiner bei der Gründung des „Klösterlein Grab“ 1376 am Schlüpfelberg aus ihrem Allodialbesitz zum Fundationsgut; die Gerichtsbarkeit über diesen Hof ging im Verlauf der Reformation vom Kloster Plankstetten, dem das Klösterlein „Zum heiligen Grab“ zugeordnet war, auf die Wolfsteiner über.
Um 1548 erfolgte die Einführung der Reformation durch die Grafen von Wolfstein zu Sulzbürg, doch war Oberndorf 1557 noch „bäbstisch“. Als 1740 nach dem Aussterben der Wolfsteiner im Mannesstamm deren Güter als erledigtes Reichslehen aufgrund der 1562 vom Kaiser dem Bayernherzog verliehenen „Lehensexpectanz“ an den bayerischen Kurfürst zurückfielen und auch der Allodialbesitz vom Kurfürst erworben werden konnte, waren dies in Oberndorf ein ganzer Hof, vier Halbhöfe, ein Viertelhof und 16 1⁄16-Höfe sowie das Gemeinde-Hirtenhaus. Der neue Besitzer unterstellte die Höfe seiner Kabinettsherrschaft Sulzbürg.
Am Ende des Alten Reiches gehörten die 27 Höfe von Oberndorf, die alle hoch- und niedergerichtlich unter der Kabinettsherrschaft Sulzbürg standen, vier Grundherrschaften: Die Kabinettsherrschaft selbst besaß 22 Höfe, darunter als ganzen Hof den Kunzenbauernhof und als Halbhöfe die Untertanen-Anwesen Kipfstuhl, Spiegel, Seiz und Fuchs, wobei es sich zum Teil um den Besitz des Spitals Freystadt handelte, das Kastenamt Neumarkt und das Klosterrichteramt Seligenporten je einen Hof und das Stift Kastlische Lehengüter drei nach dem Erbpachtsystem vergebene Höfe, darunter der Halbhof Thann.
Im Königreich Bayern wurde zwischen 1810 und 1820 der Steuerdistrikt Thannhausen im Altmühlkreis eingerichtet, dem außer Thannhausen auch Oberndorf angehörte. Mit dem Gemeindeedikt von 1818 wurde Oberndorf eine eigene Ruralgemeinde, der noch Kerkhofen aus dem Steuerdistrikt Sulzbürg zugeordnet war. Diese Gemeinde war dem Landgericht (ab 1862 Bezirksamt, ab 1879 Landkreis) Neumarkt im Regenkreis zugeordnet.
Das Repertorium zum Atlasblatt Neumarkt von 1836 gibt für Oberndorf 29 Höfe/Häuser, eine Pfarrkirche, einen Pfarrhof und ein Wirtshaus an. 1875 waren an Großvieh im Dorf Oberndorf sechs Pferde und 167 Stück Rindvieh vorhanden; in der Gemeinde Oberndorf gab es einen Viehbestand von sieben Pferden, 323 Stück Rindvieh, 465 Schafen, 197 Schweinen und fünf Ziegen. 25 Jahre später gab es in der Landgemeinde 15 Pferde, 339 Stück Rindvieh, 130 Schafe, 266 Schweine und fünf Ziegen. Der Rückgang der Schafhaltung und die Zunahme der Schweinehaltung in diesem Zeitraum ist auch in anderen bayerischen Gemeinden zu beobachten. Die Gemeindegröße betrug 626,88 Hektar.
Nach dem Zweiten Weltkrieg stieg die Einwohnerzahl durch Flüchtlinge und Heimatvertriebene vorübergehend auf über 200 an. Mit der Gebietsreform in Bayern wurde die Gemeinde Oberndorf aufgelöst und Oberndorf zum 1. Januar 1972 in die Stadt Freystadt eingemeindet, während Kerkhofen 1976 zur Gemeinde Mühlhausen kam. Seitdem ist Oberndorf einer von 33 benannten Ortsteilen der Stadt Freystadt.

### Einwohnerentwicklung des Dorfes Oberndorf
- 1832: 196 (29 Häuser)[17]
- 1875: 163 (75 Gebäude)[18]
- 1900: 158 (37 Wohngebäude)[19]
- 1925: 188 (35 Wohngebäude)[20]
- 1938: 162 (161 Protestanten, 1 Katholik)[21]
- 1950: 208 (36 Wohngebäude)[22]
- 1961: 143 (35 Wohngebäude)[23]
- 1978: 142[24]
- 1987: 151 (40 Wohngebäude, 45 Wohnungen)[25]
- 31. Dezember 2016: 174[26]

### Einwohnerentwicklung der Gemeinde Oberndorf
- 1832: 286 (51 Häuser/Höfe)[27]
- 1875: 295 (alle Protestanten) (112 Gebäude, 57 Wohngebäude)[28]

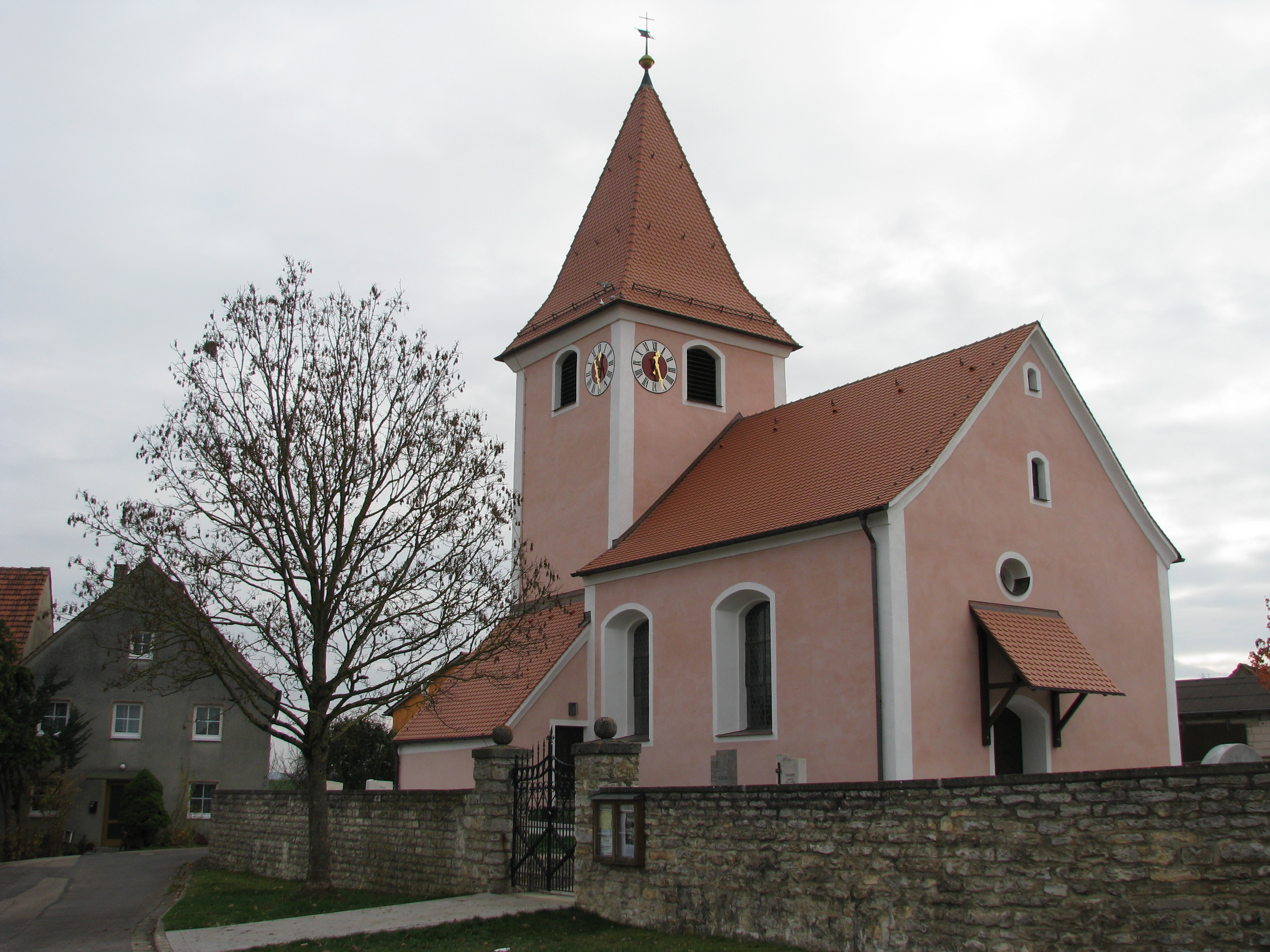
Evangelische Marienkirche

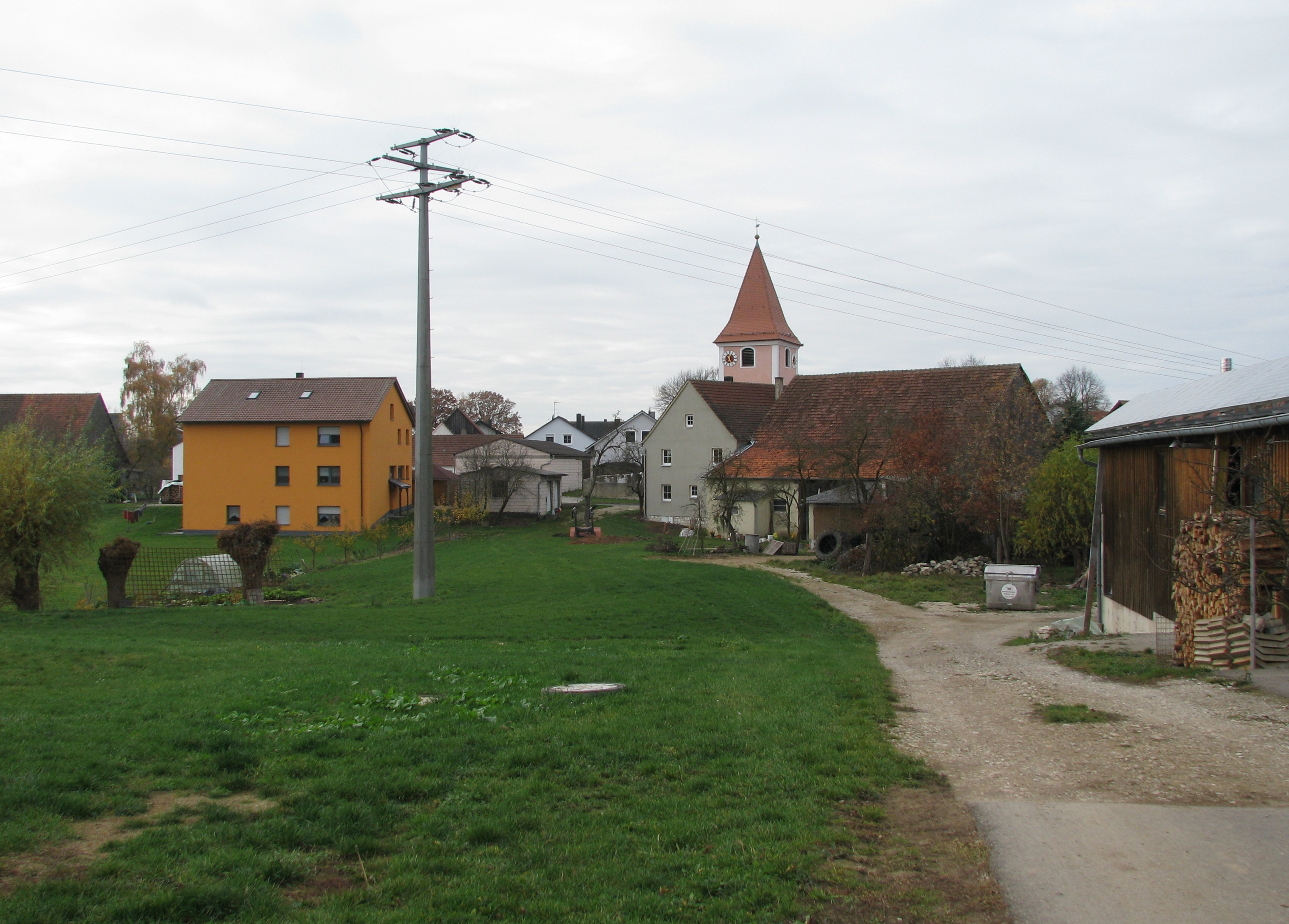
Blick in das Dorf

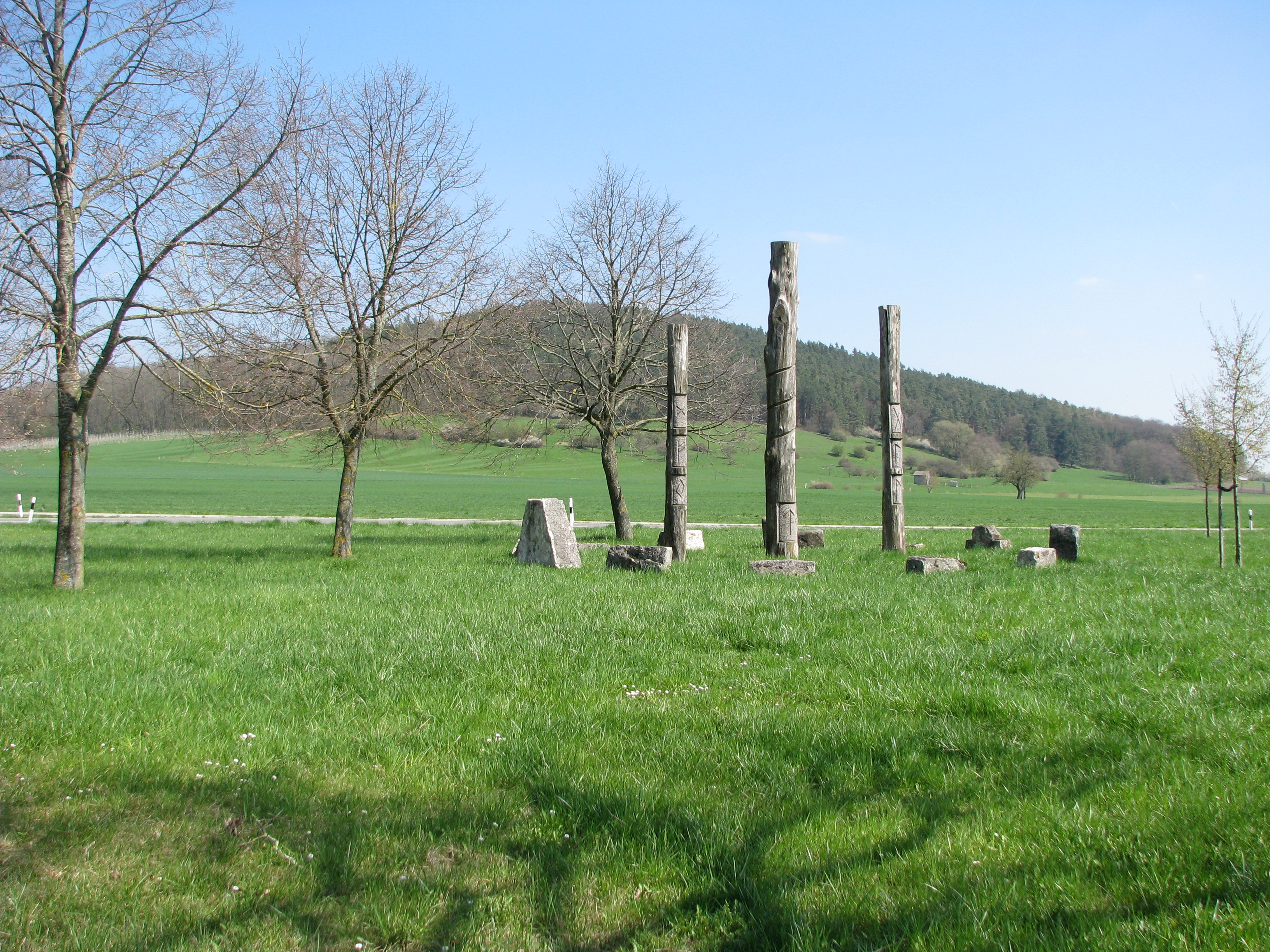
Installation „Sonnenkreis“

- 1900: 278 (60 Wohngebäude)[29]
- 1928: 305 (57 Wohngebäude)[30]
- 1950: 338 (58 Wohngebäude)[31]
- 1961: 240 (55 Wohngebäude)[32]

## Evangelisch-lutherische Marienkirche (Pfarrkirche)
Die romanische Chorturmkirche aus dem ausgehenden 12. Jahrhundert wurde im 14. Jahrhundert im Chor verändert und 1732 nach Süden erweitert. Im Chorraum steht ein Frührenaissance-Altar. Seit 1959 bilden die Kirchengemeinden Oberndorf und Sulzkirchen eine Pfarrei. 2015 konnte eine über zweijährige Renovierung abgeschlossen werden. Die Kirche gilt als Baudenkmal.

## Besonderheiten
- Installation „Sonnenkreis“ des Bildhauers Gerhard Steinle am Ostrand von Oberndorf an der Kreisstraße NM 18
- Straußenfarm[35]

## Vereine
- Freiwillige Feuerwehr Oberndorf
- Brieftaubenverein

## Verkehr
Oberndorf liegt an Kreisstraße NM 18 und an Gemeindeverbindungsstraßen, die in nordwestlicher Richtung nach Thannhausen, in südöstlicher Richtung nach Kerkhofen und in südwestlicher Richtung nach Sulzkirchen führen.